# Maglia rosa

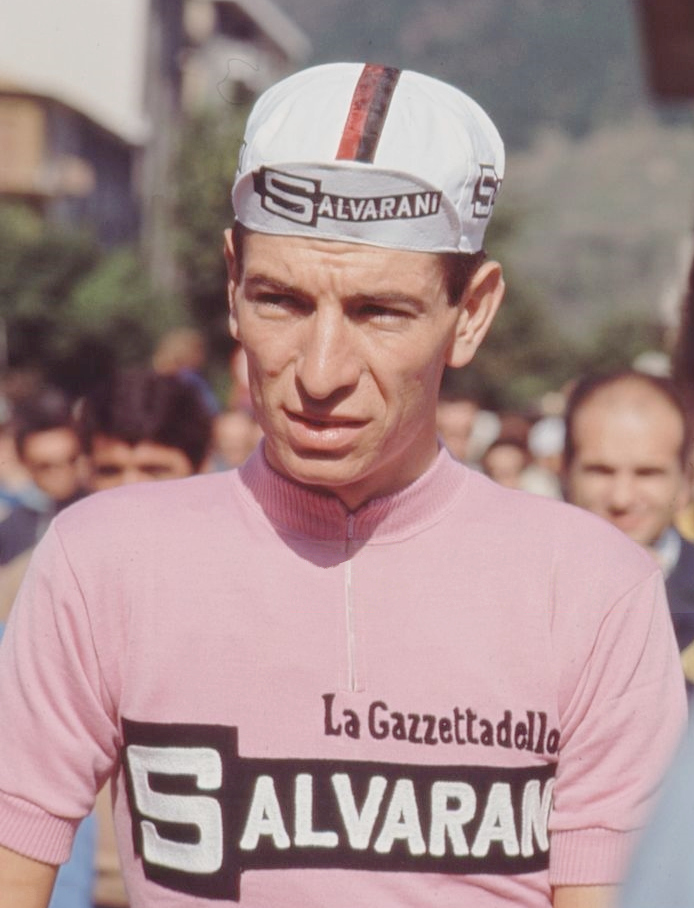
Felice Gimondi in maglia rosa al Giro d'Italia 1967

La maglia rosa è la maglia che viene indossata dal leader di classifica di alcune corse a tappe di ciclismo su strada.
La più nota è quella del Giro d'Italia, introdotta per iniziativa di Armando Cougnet (giornalista sportivo della Gazzetta dello Sport e organizzatore del primo Giro) che viene indossata dal leader della classifica generale, così come avviene nella versione femminile della corsa italiana, il Giro d'Italia Donne, e in quella per Under 23, il Giro d'Italia Giovani Under 23. Il rosa è stato scelto in onore del giornale La Gazzetta dello Sport, stampato su carta di quel colore.

## Classifiche

### Classifica generale
- Giro d'Italia
- Giro d'Italia Donne
- Giro d'Italia Giovani Under 23
- Quatre Jours de Dunkerque

### Altre
- Classifica scalatori del Tour de Romandie (2010-2016)